# Andrzej Grubba
Andrzej Stanisław Grubba (), né le 14 mai 1958 à Brzeźno Wielkie en Pologne, et décédé des suites d'un cancer des poumons le 21 juillet 2005 à Sopot, était un pongiste polonais.
Ce pongiste signa ses principaux succès entre 1981 et 1992. Il joua notamment en double avec le français Jean-Philippe Gatien avec lequel il remporta les Opens de Pologne et de Suède en 1989. Il l'a battu en finale des Internationaux de France en 1990. Il a atteint la place de numéro trois au classement des meilleurs pongistes.

## Palmarès
- Vainqueur de la Coupe du monde de tennis de table  1988
- Vice-champion d'Europe en simple : 1984, 1990
- Champion d'Europe en double : 1982
- Vice-champion d'Europe par équipe : 1984
- 3 médailles de bronze aux championnats du monde (1985, 1987 et 1989)
- 11 médailles aux championnats d'Europe
- 26 médailles lors des championnats polonais

## Honneurs et distinctions
- Élu Sportif polonais de l'année en 1984
- Chevalier de l'ordre Polonia Restituta en 1998[2]